# Richard Blumenthal
Richard Blumenthal (ur. 13 lutego 1946 w Nowym Jorku) – amerykański polityk, senator ze stanu Connecticut od roku 2011, członek Partii Demokratycznej. Jest jednym z najbogatszych członków Senatu, z majątkiem netto przekraczającym 100 milionów dolarów.

## Odznaczenia
- Order Księcia Jarosława Mądrego II klasy (Ukraina, 2023)[4]